# Pallós
Pallós (1886-ig Podlavicz, szlovákul: Podlavice) Besztercebánya városrésze, egykor önálló község Szlovákiában, a Besztercebányai kerületben.

## Fekvése
A városközponttól 2 km-re nyugatra fekszik.

## Története
1390-ben „Olerdorf”-ként említik először, de már 1255-ben is létezett, területe Besztercebányához tartozott. 1402-ben „Podlavicha” a neve, ekkor vashámor épült itt. 1404-ben „Podlawnycha”, 1456-ban „Olerdorf” illetve „Podlawicz” néven írják. 1495-ig különböző nemesi és polgárcsaládok birtokában volt, ezután a Thurzók tulajdonában találjuk. Régi templomát 1513-ban építették. 1543-ban „Indorf alias Podlawycz” néven említik. 1548 és 1848 között a bányakamara volt a birtokosa. 1585-ben bővítették régi templomát. 1773-ban „Podlavicz” alakban szerepel az írott forrásokban. A 18-19. században fűrésztelep üzemelt területén.
A 18. század végén Vályi András így ír róla: „PODLAVICZ. Tót falu Zólyom Vármegyében, földes Ura a’ Besztertzebányai Bányászi Kamara, lakosai katolikusok, fekszik Tojavának szomszédságában, mellynek filiája, földgyének felét néha az áradások megöntik, fele termékeny, legelője elég, fája is van mind a’ kétféle, piatzozása Zólyomban 1/4 órányira, első osztálybéli.”
1828-ban 91 háza és 705 lakosa volt, akik nagyrészt mezőgazdasággal, állattartással, fuvarozással foglalkoztak, valamint Besztercebánya és Budapest gyáraiban dolgoztak.
Fényes Elek 1851-ben kiadott geográfiai szótárában így ír a faluról: „Podlavicz, tót falu, Zólyom vármegyében, rónaságon, a tajovai völgyben, ut. post. Beszterczebánya: 443 evang., 188 kath. lak., kik közt 46 telkes gazda, 33 zsellér, 11 lakó, 2 mesterember. A gazdák fuvaroznak is. Urbéri telek 22; majorság nincs. Földe agyagos, de jó, különösen zöldségre, mellyel a megye nagy részét kitartja. A Tajova patak elválasztja a mellette fekvő Szkubin falutól. F. u. a kamara és Beszterczebánya városa.”
A régi templomot 1895-ben be kellett zárni. 1920 előtt Zólyom vármegye Besztercebányai járásához tartozott.
Mai hivatalos szlovák nevét 1920-ban kapta. 1966-ban csatolták Besztercebányához.

## Népessége
1910-ben 980, túlnyomórészt szlovák anyanyelvű lakosa volt.

## Nevezetességei
- A Szentlélek tiszteletére szentelt új római katolikus temploma 2005 és 2006 között épült.

## Lásd még
- Besztercebánya
- Foncsorda
- Garamkirályfalva
- Garamsálfalva
- Keremcse
- Kisélesd
- Majorfalva
- Olmányfalva
- Radvány
- Rakolc
- Rudló
- Szakbény
- Szentjakabfalva
- Szénás
- Zólyomszászfalu